# Castelvisconti
Castelvisconti – miejscowość i gmina we Włoszech, w regionie Lombardia, w prowincji Cremona.
Według danych na rok 2004 gminę zamieszkiwało 350 osób, 38,9 os./km².